# Hipocalcèmia
La hipocalcèmia és un trastorn electrolític que cursa amb nivells baixos de calci en el sèrum sanguini. El rang normal és de 2,1-2,6 mmol/L (8,8-10,7 mg/dL, 4,3-5,2 mEq/L) són definits com a hipocalcèmia uns nivells inferiors a 2,1 mmol/L. Els nivells lleugerament baixos que es desenvolupen lentament sovint no donen lloc a símptomes. En cas contrari els símptomes poden incloure entumiment, espasmes musculars, convulsions, confusió o aturada cardíaca.
Les causes més freqüents inclouen l'hipoparatiroïdisme i la carència de vitamina D. Altres causes inclouen insuficiència renal, pancreatitis, sobredosi de blocadors de canals de calci, rabdomiòlisi, síndrome de lisi tumoral i medicaments com bisfosfonats. El diagnòstic generalment s'hauria de confirmar amb la determinació d'un calci corregit o ionitzat. Es poden observar canvis específics en un electrocardiograma (ECG).
El tractament inicial per a la malaltia greu és amb clorur de calci intravenós i, possiblement, amb sulfat de magnesi. Altres tractaments poden incloure suplements de vitamina D, magnesi i calci. Si és degut a un hipoparatiroïdisme, també es pot recomanar hidroclorotiazida, quelants del fosfat i una dieta baixa en sal. Un 18% de les persones hospitalitzades tenen hipocalcèmia.